# Oxyura vantetsi
Oxyura vantetsi ist eine ausgestorbene neuseeländische Entenart. Sie wurde erst 2005 von Trevor H. Worthy als eigenständige Art beschrieben. Oxyura vantetsi war eng mit der  Schwarzkinn-Ruderente (Oxyura australis) verwandt, ihre Knochen sind aber um ein Zehntel kleiner als die ihrer australischen Verwandten. Der Holotypus wurde 1967 am Lake Poukawa in der Region Hawke’s Bay auf der Nordinsel von Neuseeland gefunden. Der wissenschaftliche Name ehrt den verstorbenen englischen Ornithologen Gerard Frederick van Tets (1929–1995), der als Erster im Jahre 1983 die Verwandtschaft der Art mit den Ruderenten erkannt hatte. Das vorhandene Knochenmaterial konnte lange Zeit nicht beschrieben werden, weil es nicht etikettiert war. So dauerte es bis 2004, bis es Trevor H. Worthy vom Museum of New Zealand Te Papa Tongarewa gelang, aus den 13.000 am Lake Poukawa gefundenen fossilen Überresten von Wasservögeln 19 Knochen der Art Oxyura vantetsi zu identifizieren. Oxyura vantetsi wurde vermutlich im 16. Jahrhundert durch die Māori ausgerottet.